# Jong Ok-jin
Jong Ok-jin (* 6. Juni 1945) ist eine ehemalige nordkoreanische Volleyballspielerin.

## Karriere
Jong gewann mit der nordkoreanischen Nationalmannschaft bei der Weltmeisterschaft 1970 und bei den Olympischen Sommerspielen 1972 jeweils die Bronzemedaille.